# Габія кармінова
Габія кармінова (Habia rubica) — вид горобцеподібних птахів родини кардиналових (Cardinalidae).

## Поширення
Вид поширепний в Центральній та Південній Америці від Мексики до Аргентини. Мешкає у нижньому ярусі вологих лісів і лісових узліссях, лісистих річкових берегах і зарослих просіках

## Спосіб життя
Харчується комахами і фруктами. Зазвичай вони харчуються високо на деревах або ловлять комах у польоті. Будує глибоке чашоподібне гніздо. Самиця відкладає два сірувато-білих яйця з безліччю темних цяток.

## Підвиди
Таксон включає 17 підвидів:
- Habia rubica holobrunnea — східна Мексика від південного Тамауліпасу південніше до півночі Оахаки;
- Habia rubica rosea — на тихоокеанських схилах гір у південно-західній Мексиці від Наярита і Халіско на південь до Герреро;
- Habia rubica affinis — південний захід Оахаки в південній Мексиці;
- Habia rubica nelsoni — на півострові Юкатан у південно-східній Мексиці;
- Habia rubica rubicoides — Південна Мексика, Гватемала, Беліз, Гондурас, Сальвадор і, можливо, Нікарагуа;
- Habia rubica alfaroana — північний захід Коста-Рики;
- Habia rubica vinacea — на тихоокеанських схилах гір у Коста-Риці та Панами;
- Habia rubica perijana — у регіоні Сьєрра-де-Періха на венесуельсько-колумбійському кордоні;
- Habia rubica coccinea — біля підніжжя Анд у західній Венесуелі та сусідніх регіонах північно-центральної Колумбії;
- Habia rubica crissalis — у горах Ансоатеги та Сукре у північно-східній Венесуелі;
- Habia rubica rubra — острів Тринідад;
- Habia rubica mesopotamia — у регіоні річки Юруан у східному Боліварі (східна Венесуела);
- Habia rubica rhodinolaema — на східних схилах Анд в Колумбії, північно-західна Бразилія, східний Еквадор і північно-східний Перу;
- Habia rubica peruviana — східний Перу, західна Бразилія і північна Болівія;
- Habia rubica hesterna — центральна Бразилія (на південь від річки Амазонки) на схід від річки Шінгу;
- Habia rubica bahiae — у північно-східній та центрально-східній Бразилії;
- Habia rubica rubica — східний Парагвай, південно-східна Бразилія і північно-східна Аргентина.